# 斯坦尼斯瓦夫·绍兹达
斯坦尼斯瓦夫·绍兹达（波蘭語：Stanisław Szozda，1950年9月25日—2013年9月23日），波兰男子自行车运动员。他曾代表波兰参加1972年和1976年夏季奥林匹克运动会自行车比赛，获得二枚银牌。